# Alneskogen
Alneskogens naturreservat ligger i Örnsköldsvik, mellan Bonäset och Järved. Reservatet omfattar 50 hektar och är ett kommunalt naturreservat som avsattes 1995.

## Beskrivning
Alneskogen är ett stadsnära naturreservat, som ligger mellan centrum av staden och Järved, som ligger vid Örnsköldsviksfjärden. Det är ett gammalt industriområde, som numera är en yppig lövskog med framför allt fuktig alskog, men även björkskog. Det är ett fågelrikt område som är gynnsamt för framför allt sångarfåglar.
Bland arterna kan nämnas: Grönsångare, härmsångare, svarthätta, näktergal, lundsångare och gärdsmyg. Här har vidare konstaterats häckningar av stenknäck och mindre hackspett. Av övriga sällsynta hackspettar har också observerats gråspett och tretåig hackspett.

## Bildgalleri

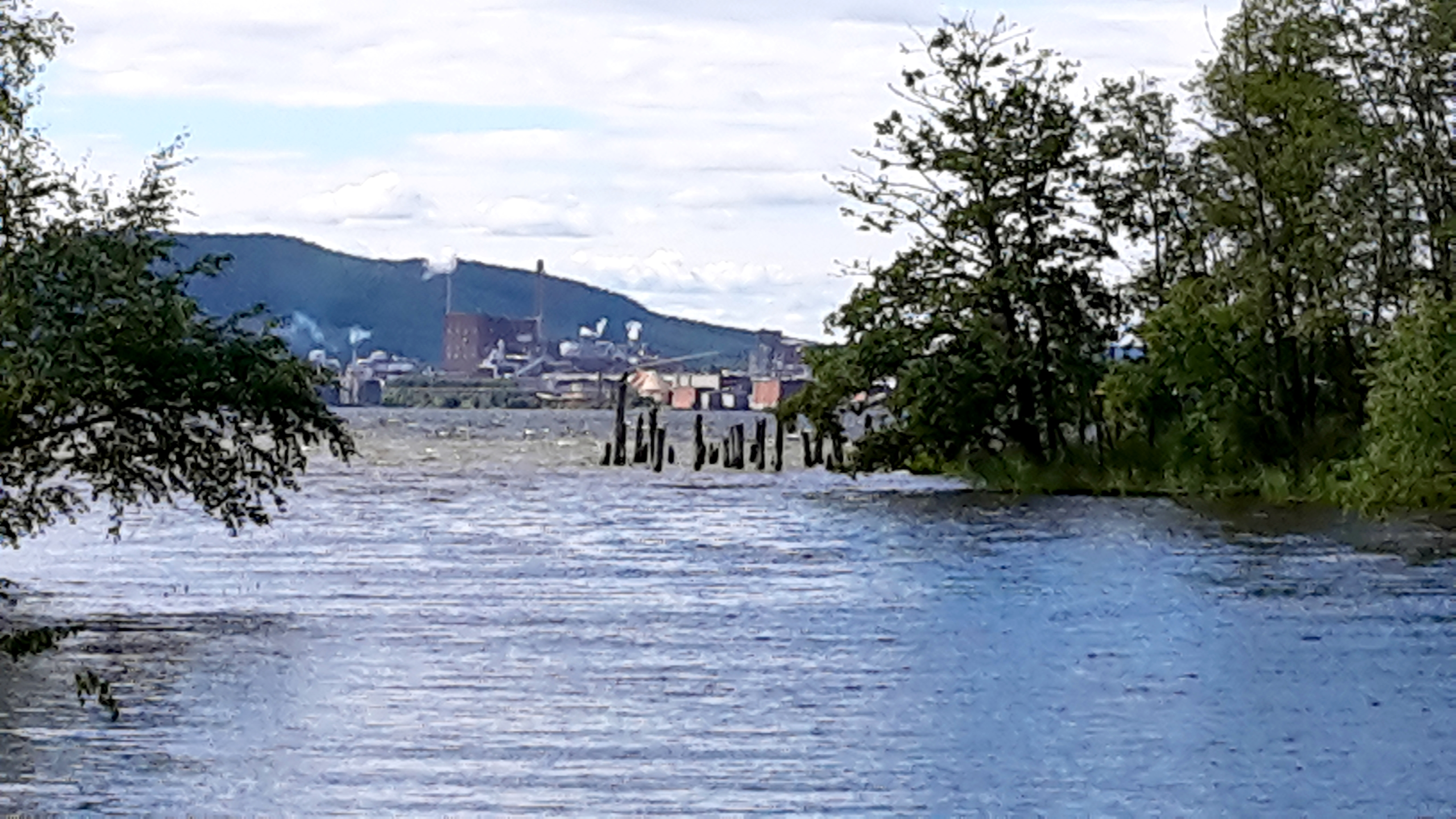
Utsikt från Alneskogen norrut mot Örnsköldsviksfjärden. Det är Domsjö Fabriker som skymtar på andra sidan fjärden.
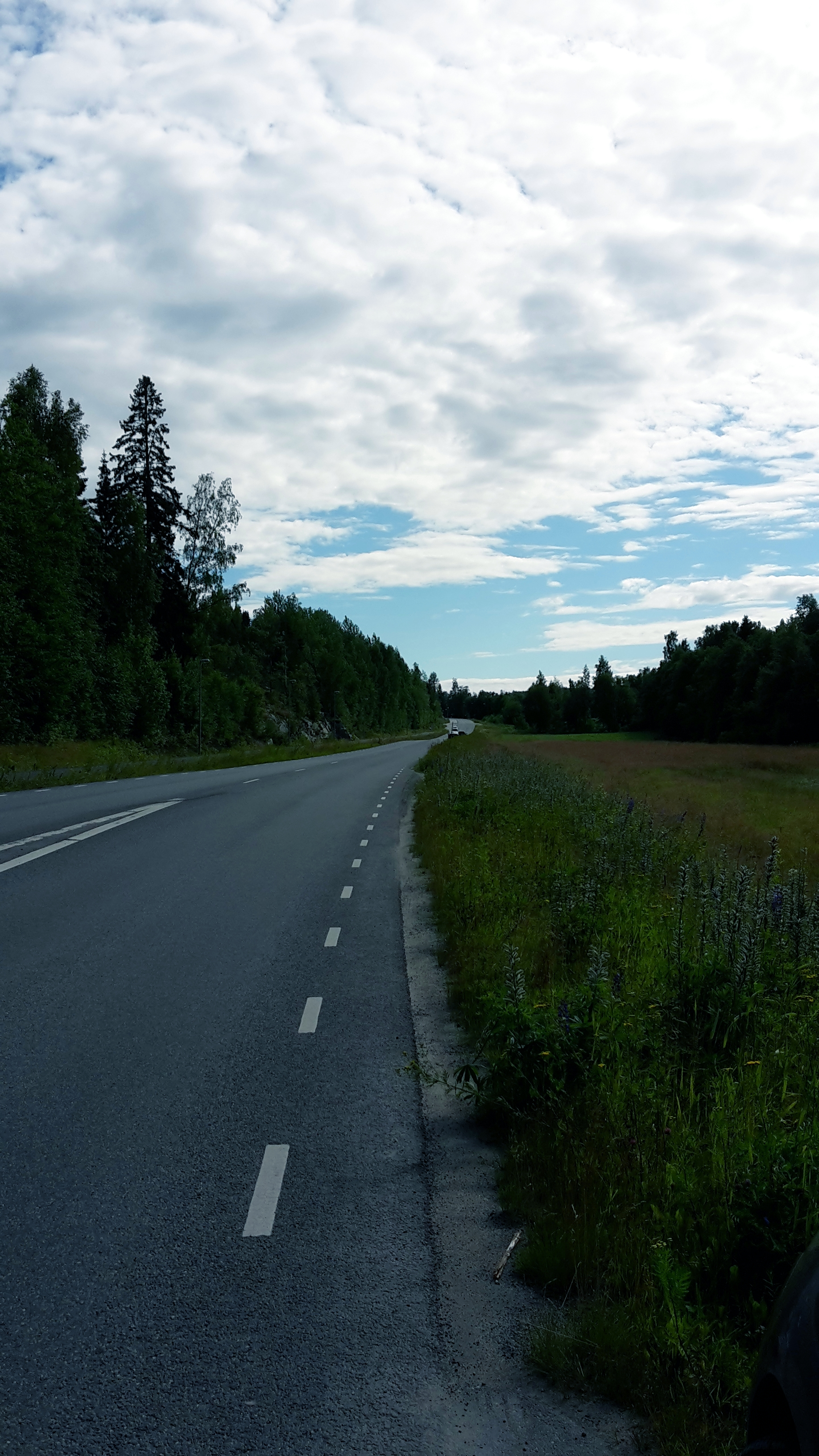
Järvedsvägen skär mitt igenom Alneskogens naturreservat. Här fotograferad österut, mot Järved.
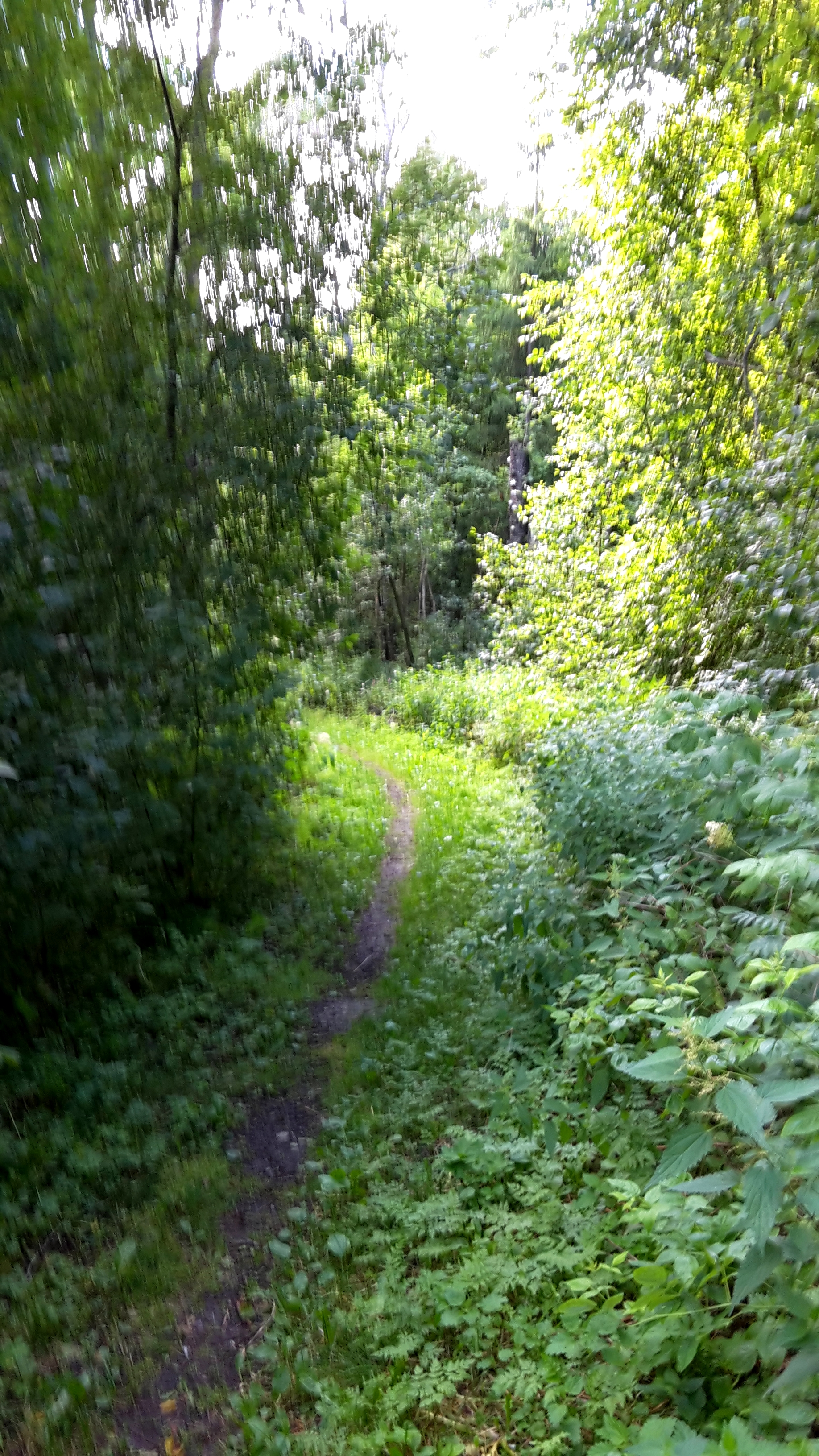
Den vindlande gångstigen som löper mitt i reservatet.